# Rosholt (Wisconsin)
Rosholt é uma vila localizada no estado norte-americano de Wisconsin, no Condado de Portage.

## Demografia
Segundo o censo norte-americano de 2000, a sua população era de 518 habitantes.
Em 2006, foi estimada uma população de 479, um decréscimo de 39 (-7.5%).

## Geografia
De acordo com o United States Census Bureau tem uma área de
2,9 km², dos quais 2,8 km² cobertos por terra e 0,1 km² cobertos por água. Rosholt localiza-se a aproximadamente 348 m acima do nível do mar.

## Localidades na vizinhança
O diagrama seguinte representa as localidades num raio de 24 km ao redor de Rosholt.